# Gloria Escomel
 (février 2022).
Si vous disposez d'ouvrages ou d'articles de référence ou si vous connaissez des sites web de qualité traitant du thème abordé ici, merci de compléter l'article en donnant les références utiles à sa vérifiabilité et en les liant à la section « Notes et références ».
Gloria Escomel est une écrivaine, une journaliste, professeure et une féministe québécoise.
Née à Montevideo, en Uruguay, elle étudie à la Sorbonne et à l'Université de Montréal, où elle termine ses études littéraires de troisième cycle. Elle a collaboré à plusieurs revues généralistes et spécialisées.
Membre de l'Union des écrivains québécois, elle a longtemps milité en faveur du féminisme, de l'anti-racisme, d'Amnistie internationale et de la reconnaissance des droits des lesbiennes et des gais.

## Œuvres
Documents d'information, publiés par l'Office des personnes handicapées du Québec :
- 1982 : Scolarisation et formation professionnelle des personnes handicapées;
- 1982 : Rôle du bénévolat auprès des personnes handicapées et des organismes de promotion des intérêts et défense des droits;
- 1982 : L'Emploi des personnes handicapées;
- 1991 :  L'intégration scolaire : apprendre avec mes amis.

### Fiction
- 1988 : Fruit de la passion, roman, Éditions Trois, Laval
- 1989 : Tu en reparleras… et après?, Éditions Trois, Laval
- 1992 : Pièges roman, Éditions Boréal, Montréal
- 1994 : Les eaux de la mémoire (contes et nouvelles), Éditions Boréal

### Théâtre radiophonique
Pièces diffusées par Radio-Canada : 
- 1980 : La table d'écoute ou le temps-spirale;
- 1980 : Tu en parleras… et après ?
- 1981 : J'enfante ma mémoire
- 1981 : Des bâtons dans les roues
- 1983 : La surdoublée

### Expositions
- 1999 : 365 fois le tour de mon jardin – poèmes sur l'œuvre de Violaine Poirier, Galerie Verticale;
- 1997 : Le Vertige du monde – poèmes et photos de Gloria Escomel : Maison de la culture Côte-des-Neiges;
- 1994 : Torture – poèmes sur l’œuvre de Violet Walther) : Maison de la culture Côte-des-Neiges;
- 1993 : De l'une à l'autre – poèmes sur des œuvres de Violette Walter : Maison de la culture Mercier.

### Revues et journaux
- L'Actualité
- La Gazette des femmes
- La Nouvelle Barre du jour
- La Vie en rose
- Le Devoir
- Châtelaine
- Perspectives

## Honneurs
- Prix des Radios européennes
- 1986 - Prix Robertine-Barry
- 1988 - Prix Judith-Jasmin

## Liens
- Ressource relative à la littérature :   - Infocentre littéraire des écrivains
- Ressource relative à l'audiovisuel :   - IMDb
- Notices d'autorité :   - VIAF
  - ISNI
  - IdRef
  - LCCN
  - Israël
  - WorldCat